# Элияху, Амихай
Амихай Бен-Элияху (ивр. עמיחי בן אליהו‎; род. 24 апреля 1979, Иерусалим) — крайне правый израильский политик и активист, занимающий пост министра по делам Иерусалима и наследию с 2022 года. Элияху также некоторое время был членом Кнессета от партии «Оцма Йехудит» после выборов в законодательные органы Израиля в 2022 году.
В 2023 году Элияху привлёк международное внимание своим предложением использовать ядерное оружие в секторе Газа в войне Израиля с ХАМАСОМ в 2023 году. Он является жителем поселения Римоним на Западном берегу.

## Биография
Родился в Иерусалиме и вырос в Шломи, городе на севере Израиля. Он сын Шмуэля Элияху и внук Мордехая Элияху, бывшего главного сефардского раввина Израиля. Он посещал различные ешивы по всей стране, а во время службы в Армии обороны Израиля служил в парашютно-десантной бригаде.

## Политическая карьера
До прихода в «Оцма Йехудит» он был сторонником партии «Национальный союз». Элияху занял четвёртое место в списке «Оцма Йехудит» на выборах в законодательные органы Израиля в 2022 году и стал депутатом Кнессета.
Элияху стал министром по делам Иерусалима и наследия 29 декабря 2022 года и ушёл из Кнессета 1 января 2023 года в соответствии с норвежским законодательством.

### Комментарии к ядерному оружию 2023 года
В интервью радио «Коль Берама» во время войны Израиля с ХАМАСОМ в 2023 году Элияху заявил, что применение ядерного оружия было «одной из возможностей» при обсуждении вариантов действий Израиля в его продолжающихся военных действиях в секторе Газа. Он также поддержал перемещение палестинского населения Газы, заявив, что «они могут уехать в Ирландию или пустыню, монстры в Газе должны найти решение сами». Он также возражал против поступления гуманитарной помощи в Газу, заявив, что «мы бы не стали передавать нацистам гуманитарную помощь» и что в Газе нет «непричастных гражданских лиц».

### Общественный резонанс
Заявление Элияху немедленно вызвало споры как в Израиле, так и за его пределами. Его комментарии были осуждены лидером оппозиции и бывшим премьер-министром Яиром Лапидом, который назвал это «ужасающим и безумным замечанием» и призвал к его увольнению. Элияху также осудили лидер Национального единства Бени Ганц и министр обороны Йоав Галант. Джерри Кэрролл, член Ассамблеи Северной Ирландии, осудил комментарии Элияху в ответ на его предложение о том, чтобы палестинцы были вывезены из Газы и переведены в Ирландию.
В ответ Элияху выступил в защиту своих заявлений, заявив, что «любой здравомыслящий человек» знал, что комментарии были «метафорическими», но поддержал «мощный и непропорциональный ответ терроризму». Премьер-министр Биньямин Нетаньяху дезавуировал свои комментарии и объявил о своём отстранении от участия в заседаниях кабинета министров. Однако позже в тот же день Элияху принял участие в телефонном голосовании кабинета министров.

## Политические взгляды
Элияху является решительным противником предложений о создании двух государств, описывая Зелёную линию как «фиктивную линию». Он поддерживает полную аннексию Израилем Западного берега и призвал Израиль «навязать суверенитет Иудее и Самарии».
Элияху раскритиковал как полицию, так и Силы обороны Израиля (ЦАХАЛ) за предполагаемое преимущественное отношение к палестинцам на Западном берегу по сравнению с поселенцами. В августе 2023 года он заявил, что «Армия обороны Израиля, полиция и службы [безопасности] за последние три десятилетия» приняли «мировоззрение палестинского населения, которое автоматически рассматривает поселенцев как виновных».

## Личная жизнь
Элияху женат, у него шестеро детей. Он живёт в Римониме, израильском поселении на Западном берегу.